# Неделиця
Неделиця (словен. Nedelica) — поселення в общині Турнище, Помурський регіон, Словенія. Висота над рівнем моря: 167 м.